# Emelie Garbers
Emelie Aurora Garbers, född Jonsson, född 1 september 1982 i Skarpnäcks församling, Stockholm, är en svensk skådespelare.

## Biografi
Garbers är utbildad vid Kungliga Svenska Balettskolan och Stockholms konstnärliga högskola. Sedan 2005 har hon varit verksam vid teaterscener i Stockholm och Göteborg och även varvat det med roller inom film och tv. Garbers har ofta samarbetat med regissören Mikael Marcimain, till exempel i Lasermannen (2005), Call Girl (2013) och Gentlemen (2014). År 2019 nominerades hon till årets Rising Star vid Stockholms filmfestival 2019. För sin roll i långfilmen Aniara tilldelades Garbers Guldbaggen för bästa kvinnliga huvudroll vid Guldbaggegalan 2020.

## Filmografi i urval
- 2005 – Lasermannen (TV-serie)
- 2008 – Dockpojken
- 2010 – Återfödelsen
- 2013 – Call Girl
- 2014 – Gentlemen
- 2014 – Stormaktstiden
- 2016 – Gentlemen & Gangsters (TV-serie)
- 2016 – Fågel fenix
- 2019 – Aniara
- 2020 – Dejta (TV-serie)
- 2020–2022 – Partisan (TV-serie) (Säsong 1)
- 2021 – Mattemacken (TV-serie)
- 2021 – Reckless
- 2023 – Händelser vid vatten (TV-serie)
- 2023 – Slutet på sommaren (TV-serie)
- 2024 – Veronika (TV-serie)

## Teater

### Roller (ej komplett)
| År   | Roll | Produktion                         | Regi                | Teater                   |
| ---- | ---- | ---------------------------------- | ------------------- | ------------------------ |
| 2016 |      | Minnesstund Alejandro Leiva Wenger | Frida Röhl          | Kulturhuset Stadsteatern |
| 2022 |      | Dance Nation Clare Barron          | Martin Rosengardten | Kulturhuset Stadsteatern |